# Lost Frequencies

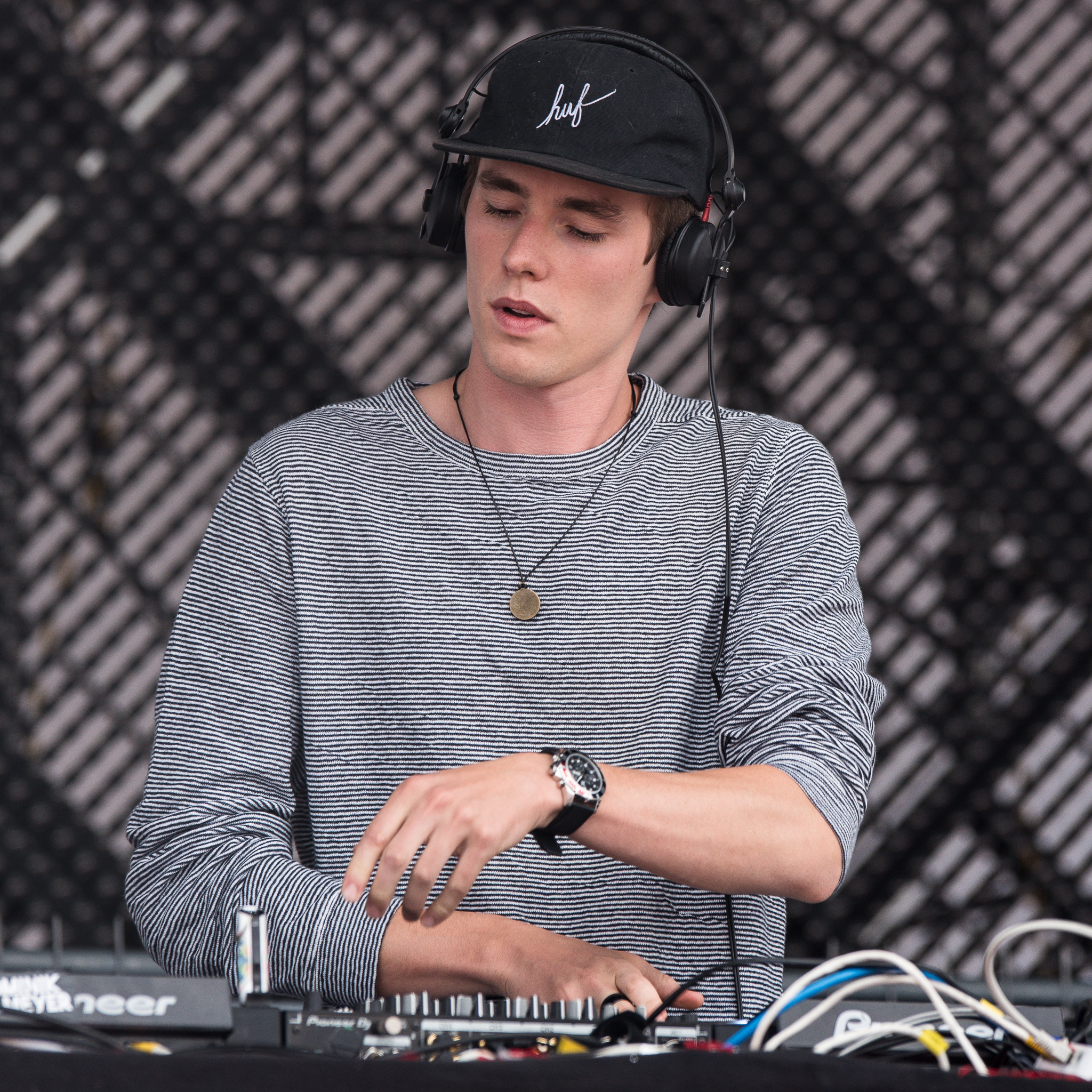
Lost Frequencies beim Open Beatz 2016

Lost Frequencies (* 30. November 1993 in Brüssel; bürgerlich Felix Safran De Laet) ist ein belgischer DJ und Produzent, der 2014 mit der Single Are You with Me internationale Bekanntheit erlangte.

## Werdegang
Lost Frequencies ist das Projekt des aus Brüssel stammenden DJs Felix De Laet. Er wuchs in einer musikalischen Familie auf und spielte bereits als Kind an der Seite seiner Brüder Klavier. Als ihm 2011 sein erstes MacBook Pro geschenkt wurde, begann er mit dem Produzieren von Musik. Zu seinem Pseudonym erzählte er in einem Interview mit dem deutschen Online-Magazin „Dance-Charts“:

„Weil ich Aufmerksamkeit erregen wollte, indem ich meine Interpretation ‚vergessener Frequenzen (Lost Frequencies)‘ produziere, davon war ich ein großer Fan, so wurde Lost Frequencies geboren. […] Ich habe mit dem Projekt Lost Frequencies begonnen, um eine neue Betrachtungsweise auf Tracks, die vielleicht schon vergessen worden sind, zu bieten.“

Im August 2014 veröffentlichte er einen Remix der Single Are You with Me des US-amerikanischen Country-Sängers Easton Corbin aus dem Jahr 2012. De Laets Version, welche erstmals auf der Kontor Summer Jam 2014 erschien, hielt sich in Flandern fünf Wochen auf Platz eins der Charts und stieg im Februar 2015 auch im deutschsprachigen Raum in die Charts ein. Ende März erreichte die Single zunächst Platz eins in Österreich und Anfang April auch Platz eins in Deutschland und Platz eins in der Schweiz. Bei der Echoverleihung im April 2016 erhielt Lost Frequencies für die Single Preise in den Kategorien Hit des Jahres und Dance (international). 2018 erhielt die Single eine Diamantene Schallplatte für über eine Million verkaufte Einheiten in Deutschland, damit zählt Are You with Me zu den meistverkauften Singles des deutschen Musikmarktes.
Am 22. Mai 2015 veröffentlichte er die Single Reality in Zusammenarbeit mit Janieck Devy, die Ende Juni 2015 Platz eins der Charts in Flandern erreichte und Ende Juli auch auf Platz eins in Deutschland kletterte.
Am 21. Oktober 2016 erschien sein erstes Album, das den Titel Less Is More trägt. Lead-Single des Albums ist eine Cover-Version des Liedes What Is Love von Haddaway aus dem Jahr 1992. Ursprünglich entstand diese Aufnahme bereits im Jahr 2014, als Lost Frequencies eine von Sänger James Young gesungene Cover-Version abmischte. Diese wurde lediglich remastered und überarbeitet. What Is Love 2016 bildet seine vierte Nummer-eins-Single in seiner Heimat in Folge. Auch in vielen weiteren Länder gelangte das Lied in die Charts und konnte insbesondere im Airplay Erfolge einbringen.
In Zusammenarbeit mit Axel Ehnström erschien am 17. Februar 2017 die zweite Single-Auskopplung nach Veröffentlichung des Albums. Diese trägt den Titel All or Nothing und erreichte eine Top-10-Platzierung in seiner Heimat. Im Frühjahr 2017 begleitete Lost Frequencies die Chainsmokers bei ihrer Nordamerika-Tour „Memories…Do Not Open“.
Ein weiterer Erfolg von Lost Frequencies war 2021 die Single Where Are You Now in Zusammenarbeit mit Calum Scott.

## Diskografie
Studioalben

| Jahr | Titel Musiklabel                                        | Höchstplatzierung, Gesamtwochen, AuszeichnungChartplatzierungen (Jahr, Titel, Musiklabel, Platzierungen, Wochen, Auszeichnungen, Anmerkungen) | Höchstplatzierung, Gesamtwochen, AuszeichnungChartplatzierungen (Jahr, Titel, Musiklabel, Platzierungen, Wochen, Auszeichnungen, Anmerkungen) | Höchstplatzierung, Gesamtwochen, AuszeichnungChartplatzierungen (Jahr, Titel, Musiklabel, Platzierungen, Wochen, Auszeichnungen, Anmerkungen) | Höchstplatzierung, Gesamtwochen, AuszeichnungChartplatzierungen (Jahr, Titel, Musiklabel, Platzierungen, Wochen, Auszeichnungen, Anmerkungen) | Höchstplatzierung, Gesamtwochen, AuszeichnungChartplatzierungen (Jahr, Titel, Musiklabel, Platzierungen, Wochen, Auszeichnungen, Anmerkungen) | Höchstplatzierung, Gesamtwochen, AuszeichnungChartplatzierungen (Jahr, Titel, Musiklabel, Platzierungen, Wochen, Auszeichnungen, Anmerkungen) | Anmerkungen                                                |
| Jahr | Titel Musiklabel                                        | DE | AT | CH | UK | BEF | BEW | Anmerkungen                                                |
| ---- | ------------------------------------------------------- | --- | --- | --- | --- | --- | --- | ---------------------------------------------------------- |
| 2016 | Less Is More Lost & Cie / Armada Music                  | — | — | CH48 (1 Wo.)CH | — | BEF3 (47 Wo.)BEF | BEW10 (38 Wo.)BEW | Erstveröffentlichung: 21. Oktober 2016 Verkäufe: + 100.000 |
| 2019 | Alive and Feeling Fine Found Frequencies / Armada Music | — | — | CH52 (1 Wo.)CH | — | BEF6 (99 Wo.)BEF | BEW13 (54 Wo.)BEW | Erstveröffentlichung: 4. Oktober 2019                      |
| 2023 | All Stand Together Lost & Cie / Sony Music              | DE89 (1 Wo.)DE | — | CH29 (10 Wo.)CH | — | BEF26 (… Wo.)BEF | BEW41 (34 Wo.)BEW | Erstveröffentlichung: 10. November 2023 Verkäufe: + 84.000 |